# Vajda Emil
Sósmezői Vajda Emil (Kolozsvár, 1858. június 18. – Győr, 1916. október 8.) magyar zeneszerző, irodalomtörténész, filozófiadoktor, középiskolai tanár.

## Élete
Vajda Mihály erdélyi főkormányszéki iktató és kisjenői Jeney Jozefának fia. A főgimnáziumot szülővárosában 1878-ban végezte. Ugyanott az egyetemen a modern nyelvészetet hallgatta, s 1877-től 1880-ig rendes tagja volt a tanárképzőnek. 1880-ban szerzett tanári oklevelet magyar és német nyelvből és irodalomból s bölcseletből, 1881. június 14-én pedig bölcseletdoktorrá avatták. Közben felvették a kolozsvári zenekonzervatóriumba és ennek öt évi tanfolyamát elvégezve, meghívást kapott a kolozsvári színház zenekarához, ahol 1877-től 1879-ig mint szólóhegedűs működött és hangversenyeken is részt vett. A sportokban is kitűnt. 
Az egyetem végeztével mint katolikus ifjú, az unitárius főgimnáziumban csak mint póttanár nyerhetett alkalmazást. 1882. szeptember 17-én a székelyudvarhelyi állami főreáliskolához nevezték ki helyettes tanárnak, ahol 1884. július 24-én rendes tanár lett; az ének- és zenekart szervezte és tíz évig (1887-től 1897-ig) vezette; a tornát 1882-től 1897-ig tanította. 1888. szeptember 14-én tornatanári oklevelet is szerzett Budapesten és részt vett az 1893-as játéktanfolyamon, valamint több tornaversenyen, 1887-től 1897-ig a székely dalegyletnek is szervezője és vezetője volt; (részt vett az 1902-es budapesti, s 1904-es fiumei dalárünnepélyeken s dalárdáival mindkét helyen a harmadik díjat és Budapesten a Nemzeti Zenede arany babérkoszorúját nyerte el). Az Eötvös József báró által alapított népnevelési egyletnek 1886-tól 1896-ig titkára volt. Solymossy Endre tanárral szervezte az „iparos önképző s betegsegélyző egylet”-et. 
1897. augusztus 6-án áthelyezték a győri állami főreáliskolához. Itt is folytatta tanári foglalkozása mellett a sport és zene fejlesztése érdekében munkásságát. 1898-ban többek segítségével megalakította a győri tornaegyletet, melynek egy ideig alelnöke, elnöke és művezetője volt; a zeneegylet 1898-ban karnaggyá választotta. 1897-től a gyorsírást tanította a kereskedelmi leányiskolában és azon év szeptemberétől a felső kereskedelmi akadémián tornát tanított. 1899. szeptember 15-én a főreáliskolában megalakította a Révai-önképzőkört, melynek elnöke volt. A marosvásárhelyi Kemény Zsigmond Társaság tagja, az országos zenei tanács és az országos tornaszövetség igazgató tagja. Utazott Olasz-, Német-, Franciaországban és Svájcban. Angyal Armanddal alapította meg és szerkesztője is volt a Magyar Lant című zenei folyóiratnak.
Százat meghaladó esztétikai, irodalmi és történelmi cikket írt a napilapokba és folyóiratokba; munkatársa volt a Székely Nemzetnek, a Magyar Polgárnak, Ellenzéknek, Székelyföldnek és a kolozsvári 1848-49. Tört. Lapoknak, a győri hírlapnak és a Zenelapnak. Cikkeinek teljes jegyzéke van az «Emléklapok» című munkában.

## Művei
- Daniel Album. Székely-Udvarhely, 1892
- Kossuth Lajos. Élet- és jellemrajz. 48 képpel. Budapest, 1892 (Online)
- A komáromi hős. Budapest, 1893, képpel
- A székelyudvarhelyi m. kir. állami főreáliskola története 1871-1893-ig Székelyuvarhely, 1893, két képpel
- Dr. Jókai Mór. Tanulmány. Kolozsvár, 1894, képpel
- A vargyasi Daniel-család közpályán és a magánéletben. Budapest, 1894
- EMKE Album. Sz.-Udvarhely, 1895, képpel
- Az udvarhelymegyei állami népnevelési egylet 25 éves története. Székelyudvarhely, 1895
- az 1848/9. szabadságharcz vértanúi. Győr, 1902, két képpel
- Középiskolai tanári Névkönyv. Győr, 1900 (Wlassics Gyula jellemrajzával és arck.)
- Kossuth Lajos élete szóban, írásban s tettben. Győr, 1902, négy képpel
- A hegedű (Története, fejlődése. A tanítás módszere stb.) 100 képpel és zenei ábrákkal. Győr, 1902